# آمکور
آمکور (به انگلیسی: Amcor) شرکت خدمات بسته‌بندی استرالیایی است، که دفتر مرکزی آن در شهر ملبورن، استرالیا قرار دارد.
شرکت آمکور در سال ۱۹۸۶ تأسیس شد و در حال حاضر دارای ۳۰۰ کارخانه در ۴۲ کشور جهان می‌باشد.
بخشی از سهام این شرکت در بازار بورس اوراق بهادار استرالیا معامله می‌شود. در سال ۲۰۱۲ شرکت آمکور در فهرست فوربز جهانی ۲۰۰۰ در رتبه ۹۲۶ از بزرگ‌ترین شرکت‌های جهان، قرار گرفت.